# Anchorage Northern Knights
Gli Anchorage Northern Knights sono stati una franchigia di pallacanestro della EBA e della CBA, con sede ad Anchorage, in Alaska, attivi tra il 1977 e il 1982.
Nella loro stagione inaugurale vinsero la divisione con un record di 24-7. Nella stagione 1979-80 vinsero il titolo CBA, battendo in finale i Rochester Zeniths. Scomparvero dopo la stagione 1981-82.

## Stagioni
| Stagione | Lega | Denominazione              | V  | P  | %    | Piazzamento | Play-off               |
| -------- | ---- | -------------------------- | -- | -- | ---- | ----------- | ---------------------- |
| 1977-78  | EBA  | Anchorage Northern Knights | 24 | 7  | 77,4 | 1º          | Semifinali             |
| 1978-79  | CBA  | Anchorage Northern Knights | 27 | 22 | 55,1 | 2º          | Finale CBA             |
| 1979-80  | CBA  | Anchorage Northern Knights | 29 | 16 | 64,4 | 2º          | Campioni               |
| 1980-81  | CBA  | Anchorage Northern Knights | 25 | 17 | 59,5 | 2º          | Semifinale di division |
| 1981-82  | CBA  | Anchorage Northern Knights | 14 | 32 | 30,4 | 4º          | -                      |

## Palmarès
- Continental Basketball Association: 1

1980